# Sonsbeck
Sonsbeck – miejscowość i gmina w Niemczech, w kraju związkowym Nadrenia Północna-Westfalia, w rejencji Düsseldorf, w powiecie Wesel. Znajduje się ok. 20 km na zachód od miasta Wesel, ok. 25 km na południowy wschód od Kleve oraz ok. 8 km od zabytkowego miasta Xanten. Jest jedną z najbogatszych gmin w Nadrenii Północnej-Westfalii.